# Miles J. Breuer
Miles J(ohn) Breuer, své práce psané v češtině podepisoval jako Miloslav J. Breuer (3. ledna 1889, Chicago – 14. října 1945, Los Angeles) byl americký lékař a spisovatel českého původu.

## Život
Miles J. Breuer se narodil v Chicagu v rodině českého lékaře Karla Huga Breuera (Charles H. Breuer). Rodina se přestěhovala do Nebrasky, kde se usadila ve městě Crete. Žila tu velká komunita přistěhovalců z Čech a Karel H. Breuer se kromě lékařské praxe věnoval krajanskému dění.
Miles J. Breuer byl na střední škole úspěšným studentem s básnickým talentem, který ovládal jak angličtinu, tak češtinu. Rodina se přestěhovala do Texasu a Miles J. Breuer začal studovat nejprve přírodní vědy a pak medicínu na univerzitě v Austinu, kde získal magisterský titul. Ve studiu ještě pokračoval v Chicagu na Rush Medical College, kterou dokončil v roce 1915. Mezitím se rodina vrátila zpět do Nebrasky, kde otec postupně otevřel a řídil spolu se syny Rolandem a Milesem nemocnice v Crete, Omaze a Lincolnu.
V roce 1917 narukoval do americké armády. Působil v polní nemocnici ve Francii a zároveň začal psát odborné lékařské práce. Po návratu do Spojených států se specializoval na interní lékařství a v pozdějších letech vedl oddělení patologie ve dvou nemocnicích v Lincolnu.
Vedle intenzivní práce lékaře a psaní se věnoval horské turistice, vedl skautské oddíly, založil fotoklub a vedl místní Klub optimistů, kde přednášel česky i anglicky o medicíně, fotografii a Československu. Byl rovněž editorem odborného časopisu Social Science.
Miles J. Breuer byl třikrát ženatý. Se svou první ženou, se kterou měl tři děti, se rozvedl po více než dvaceti letech trvání manželství. V té době trpěl zdravotními problémy, které ho pak s různou intenzitou provázely do konce života. V druhé polovině třicátých let byl krátce ženatý se svou asistentkou. V roce 1942 se přestěhoval do Kalifornie, kde žil jeho bratr a otec. Zde se také nedlouho před svou smrtí v roce 1945 potřetí oženil.

## Dílo

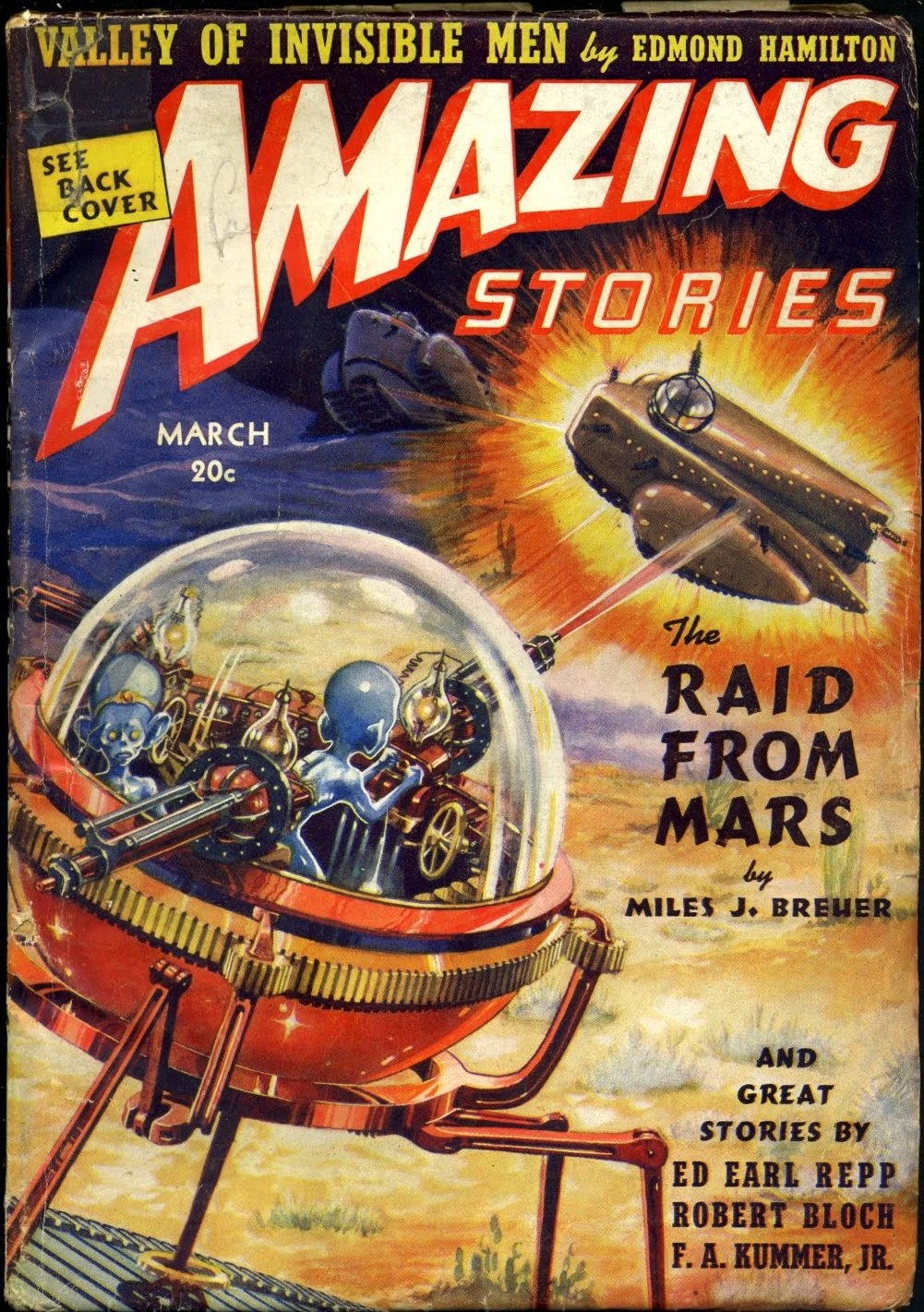
Obálka časopisu Amazing Stories s ilustrací Roberta Fuqua k povídce M. J. Breuera Útok z Marsu

Miles J. Breuer psal a publikoval současně anglicky a česky. Jeho zatím nejstarší nalezená povídka v angličtině Dobrodružství bronzového mahadévy pochází z roku 1909. V roce 1911 mu otiskl texaský krajanský deník Obzor zatím nejstarší nalezenou povídku v češtině Sestřička. V Nebrasce pak ještě před odchodem do armády napsal do krajanského měsíčníku Bratrský věstník několik povídek. Vydali mu také české verze několika vědecko-fantastických povídek, které napsal již dříve anglicky, např. Člověk bez hladu.
Po návratu z války pokračoval v psaní povídek. Chicagský česky vydávaný kalendář Amerikán otiskl v průběhu dvou desetiletí šest jeho povídek, z nichž pět bylo fantastických. Vydával rovněž povídky v angličtině, např. Osudný paprsek vyšel v roce 1923 jak česky, tak také anglicky. V lednu 1927 otiskl časopis Amazing Stories Breuerovu sci-fi povídku Muž se zvláštní hlavou, kterou již dříve vydal česky v Amerikánovi, a v září povídku Kamenná kočka, kterou poprvé publikoval během studií v Austinu v univerzitním časopise i o desetiletí později česky v Bratském věstníku. Další povídka mu vyšla ještě tentýž rok a dvě povídky následujícím rokem. Souborným vydáním všech dosud objevených povídek Miloslava J. Breuera vydaných česky je kniha Osudný paprsek a další povídky raného česko-amerického spisovatele (2025).
V roce 1929 napsal společně s Jackem Williamsonen, jehož další tvorbu ovlivnil, Dívku z  Marsu, která vyšla jako první svazek nové edice Science-Fiction Series vydávanou Hugo Gernsbackem. O dva roky později vyšel ještě společně napsaný román Zrození nové republiky, který ovlivnil Roberta A. Heinleina.
Vrcholem tvorby Milese J. Breuera je období 1930–1932, kdy mu vyšlo šestnáct nových prací v časopisech Amazing Stories, Astounding Stories a Wonder Stories. Nejznámější povídkou z tohoto období je Gostak a doše, která je svým tématem fake news stále aktuální. V Amazing Stories Quartely mu vyšel v roce 1930 román Ráj a železo, kde se zabýval nebezpečím nových technologií pro lidskou civilizaci, původní povídková verze vyšla česky v Bratrském věstníku jako Vyšší tvor (1924). Jedná se o vůbec první literární dílo předjímající vznik autonomních vozidel.
Od roku 1933 psal již jen málo a s klesající kvalitou. Poslední povídka Šerif z Thorium Gulch z roku 1942 bývá označována jako zcela nejslabší.
Miles J. Breuer psal také populární lékařské články, kde se zabýval vědeckými aspekty medicíny.